# Ури (Кашмир)
Ури (англ. Uri) — город в Джамму и Кашмире, расположен в округе Барамула.

## История
Во время первой индо-пакистанской войны за город шли ожесточённые бои. Во время битвы был убит офицер пакистанской армии Мухаммед Сарвар, он стал первым в истории пакистанцем награждённым высшей правительственной наградой — Нишан-я-Хайдер.

## Географическое положение
Высота центра НП составляет 1362 метра над уровнем моря.

## Демография
Население города по годам:
| 1991  | 2001  | 2012  |
| ----- | ----- | ----- |
| 2 491 | 4 246 | 7 207 |